# Zachęta

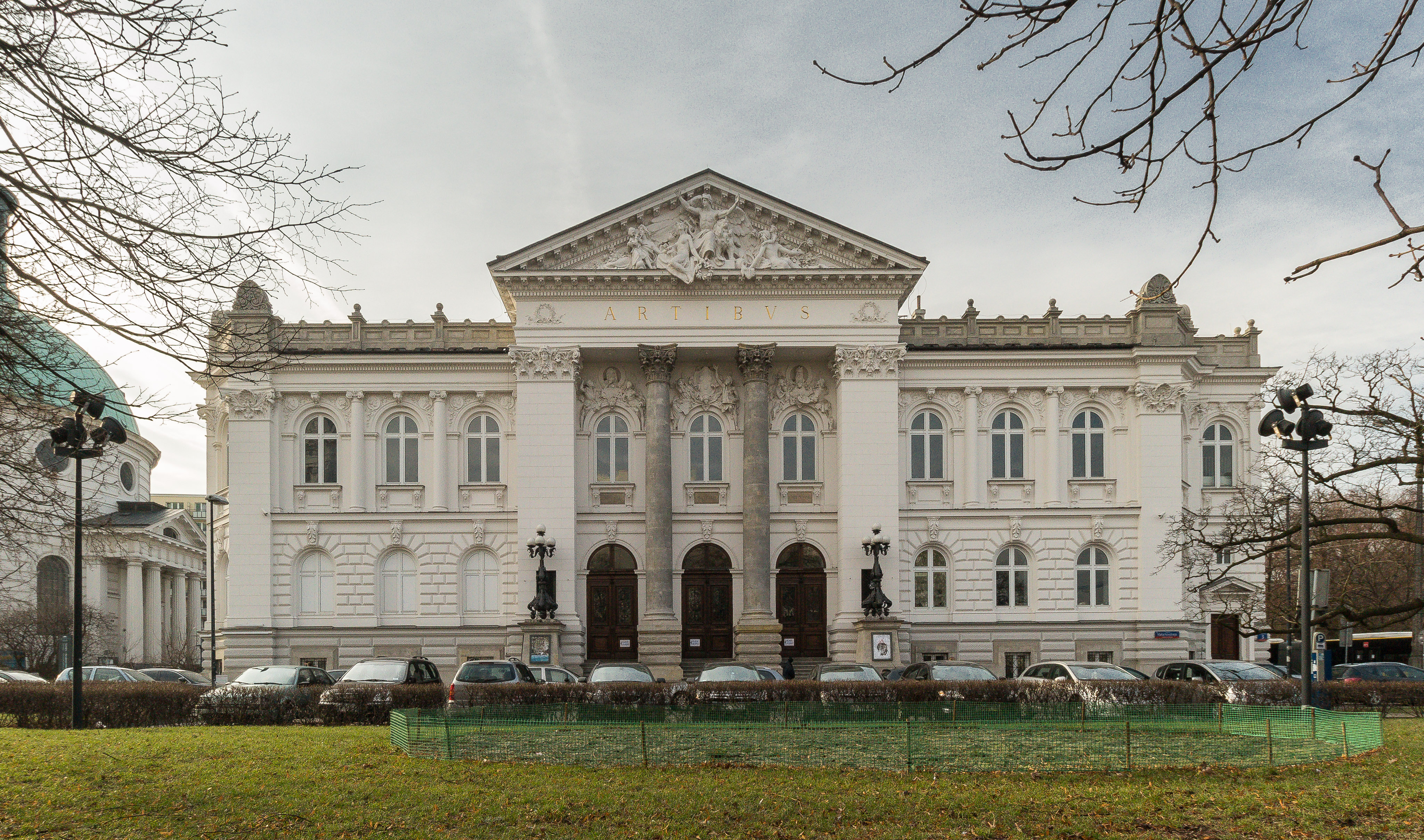
Het gebouw van de kunstgalerie.

Zachęta Narodowa Galeria Sztuki, Zachęta (letterlijk Aanmoediging, kort voor Towarzystwo Zachęty do Sztuk Pięknych, Vereniging voor Aanmoediging van Schone Kunsten) is een van de meest vooraanstaande kunstgaleries in de Poolse hoofdstad Warschau. Tegenwoordig staatsbezit en genoemd in Zachęta Nationale Galerij van de Kunsten. De vereniging werd in 1860 gesticht, ontbonden in 1940 en heropgericht in 1990.

## Stichting
De Vereniging werd gestart door de bekende Poolse kunstenaars en kunsthandelaren, zoals Wojciech Gerson, Alfred Schouppé en Marcin Olszyński. In 1900 verhuisde de Vereniging naar een nieuwe locatie vlak bij het Saksische Park, waar een groot gebouw stond die ontworpen was door Stefan Szyller. De doeleinde van de Zachęta was om kunsten te promoten om zowel de kunstenaar en de Poolse samenleving te ondersteunen. Sinds 1904 werd hier jaarlijks de Salon gehouden. De Vereniging stichtte ook beursen op en gaf ook andere soorten hulp aan jonge artiesten, zowel leden als kandidaten.  Op 16 december 1922 werd de eerste Poolse president Gabriel Narutowicz doodgeschoten op de trappen van het Zachęta. Hij werd vermoord door de Poolse schilder Eligiusz Niewiadomski.
Naar de Poolse onafhankelijkheid in 1918 en de nieuwe trends in de Europese kunst werd de  Zachęta meer conservatief. Na in de Duitse invasie van Polen in 1939 werden tentoonstellingen verboden en in 1940 werd het instituut gesloten door de Duitse autoriteiten. Terwijl het grootste deel van de kunstwerken werden verbeurdverklaard en naar Duitsland gezonden.  Het gebouw werd in oktober 1942 omgedoopt tot het Haus der Deutschen Kunst. De Zachęta was een van de weinige gebouwen in Warschau die de oorlog ongeschonden uitkwam. Na de Tweede Wereldoorlog bleef het gebouw een kunstgalerij, terwijl het tot 1990 duurde totdat de Vereniging werd heropgericht.

## Gebouw
Het was het eerste gebouw in Warschau dat opgericht werd om kunstwerken te exposeren. De Zachęta werd gebouwd dankzij fondsen en giften van de Vereniging voor Aanmoediging van Schone Kunsten, een in 1860 gestichte organisatie van kunstenaars en kunstliefhebbers. Het instituut werd door Wojciech Gerson gesticht. De collectie startte met het schilderij Dood van Barbara Radziwił van de schilder Józef Simmler. Giften kwamen voornamelijk van donaties en schenkingen. Er waren aan het einde van de 19de eeuw al meer dan duizend tentoonstellingen gehouden en men had behoefte aan een eigen gebouw. In 1896 organiseerde de Vereniging een wedstrijd voor het ontwerp van het gebouw die werd gewonnen door Stefan Szyller. De bouw van de Zachęta begon in september 1898. Op 15 december 1900 werd het gebouw officieel geopend.

## Kordegarda Galerij
Kordegarda Galerij is een bijgebouw van de Zachęta. Het is gelegen in het gebouw van het voormalige koetshuis van het historische Potockipaleis (nu het ministerie van Cultuur), op de voormalige Koninklijke Route.